# Смедберг, Яльмар
Яльмар Кент Юхан Смедберг (швед. Hjalmar Kent Johan Smedberg; род. 23 июня 2006) — шведский футболист, полузащитник «Дегерфорса».

## Клубная карьера
Является воспитанником клуба «Ю», где прошёл весь путь от детской до основной команды. В её составе провёл два сезона в третьем и четвёртом дивизионах Швеции. В 2022 году перешёл в академию «Дегерфорса». С 2024 года стал привлекаться к тренировкам с основной командой, выступал в молодёжном первенстве и предсезонных товарищеских матчах. Первую игру за клуб провёл 21 августа во втором раунде кубка страны с «Нючёпингом». В марте 2025 года подписал с клубом первый профессиональный контракт, рассчитанный на два года. 6 июля 2025 года дебютировал в чемпионате Швеции во встрече с «Юргорденом», заменив на 87-й минуте Маркуса Рафферти.

## Клубная статистика
| Выступление      | Выступление      | Выступление      | Лига | Лига | Кубки | Кубки | Конт. кубки | Конт. кубки | Итого | Итого |
| Клуб             | Лига             | Сезон            | Игры | Голы | Игры  | Голы  | Игры        | Голы        | Игры  | Голы  |
| ---------------- | ---------------- | ---------------- | ---- | ---- | ----- | ----- | ----------- | ----------- | ----- | ----- |
| Ю                | Дивизион 3       | 2021             | 11   | 2    | 0     | 0     | 0           | 0           | 11    | 2     |
| Ю                | Дивизион 4       | 2022             | 12   | 2    | 0     | 0     | 0           | 0           | 12    | 2     |
| Ю                | Итого            | Итого            | 23   | 4    | 0     | 0     | 0           | 0           | 23    | 4     |
| АИК              | Суперэттан       | 2024             | 0    | 0    | 1     | 0     | 0           | 0           | 1     | 0     |
| АИК              | Алльсвенскан     | 2025             | 1    | 0    | 0     | 0     | 0           | 0           | 1     | 0     |
| АИК              | Итого            | Итого            | 1    | 0    | 0     | 0     | 0           | 0           | 1     | 0     |
| Всего за карьеру | Всего за карьеру | Всего за карьеру | 24   | 4    | 1     | 0     | 0           | 0           | 25    | 4     |